# 巴尔德卡罗斯
巴尔德卡罗斯，是西班牙卡斯蒂利亚-莱昂萨拉曼卡省的一个市镇。 总面积27平方公里，总人口432人（2001年），人口密度16人/平方公里。